# Piranga à tête rouge
Piranga ludoviciana
Pour les articles homonymes, voir Piranga, Ludoviciana et Tangara à tête rouge.
Espèce
Statut de conservation UICN

 LC  : Préoccupation mineure
Le Piranga à tête rouge (Piranga ludoviciana), aussi appelé Tangara joueur, est une espèce de passereaux de la famille des Cardinalidae, auparavant classée dans la famille des Thraupidae.

## Description morphologique
Cet oiseau mesure de 15 à 19 cm.
Le mâle a la tête rouge orangé, le corps d'un jaune franc avec le dos, les ailes et la queue noirs. Il présente deux barres alaires : la plus haute, plus courte et plus épaisse, est du même jaune que le reste du corps ; la plus basse, plus longue et plus fine, est blanc jaunâtre.
La femelle a le dessus gris tirant par endroits sur le vert et/ou le jaune, et le dessous d'un jaune léger. Elle possède elle aussi deux barres alaires ; mais la plus haute est d'un jaune moins vif que chez le mâle.

## Comportement

### Alimentation
À la fin du printemps et au début de l'été, son régime alimentaire comprend surtout des insectes, capturés en vol au niveau de la haute canopée. Plus tard dans la saison, ils consomment beaucoup de baies et autres petits fruits.

### Comportement social
Le chant du piranga à tête rouge ressemble un peu à celui du Merle d'Amérique : de courtes stances flutées, assez fortes, entrecoupées de courtes pauses, mais le chant du merle est plus harmonieux que celui du piranga. Les cris d'appel du piranga à tête rouge en vol ressemble à de brefs "tchouwi".

## Répartition et habitat
Il vit dans des forêts peu denses de conifères. Son aire de répartition couvre une partie de l'ouest du continent nord-américain. La limite nord de son aire de répartition va du sud de l'Alaska (Alaska Panhandle, aux États-Unis), à l'ouest, jusqu'au sud des Territoires du Nord-Ouest (au Canada), à l'est. La limite sud, en saison de nidification, se situe au nord du Mexique, mais cette espèce migratrice hiverne dans le Sud des États-Unis et au Mexique, jusqu'en Amérique centrale.

Carte de répartition.
Aire de nidification
Voie migratoire
Aire d'hivernage

## Systématique
On compte deux sous-espèces :
- Piranga ludoviciana ludoviciana
- Piranga ludoviciana zephyrica

## Galerie

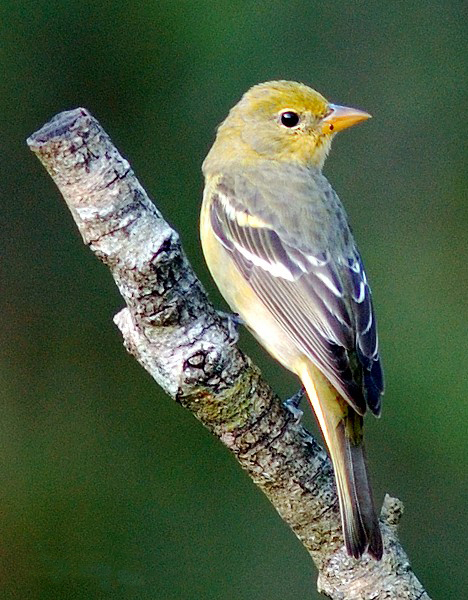
Femelle
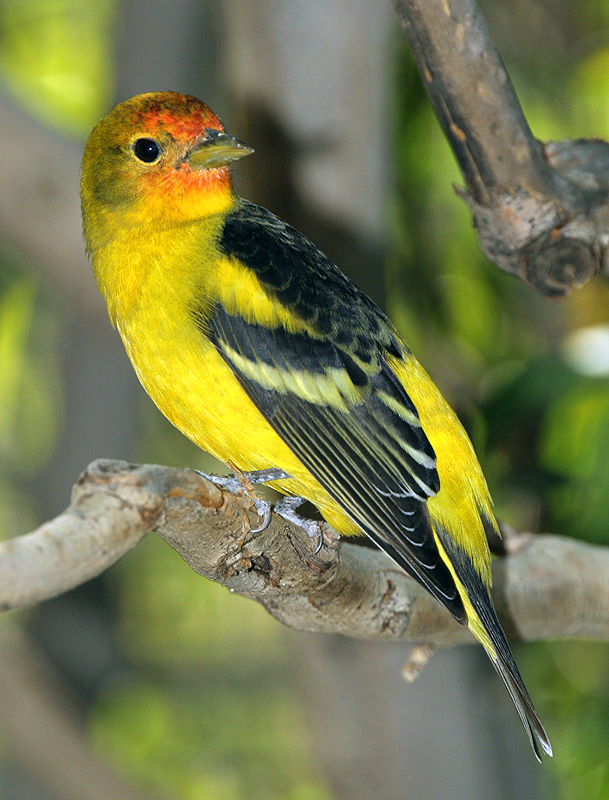
Mâle
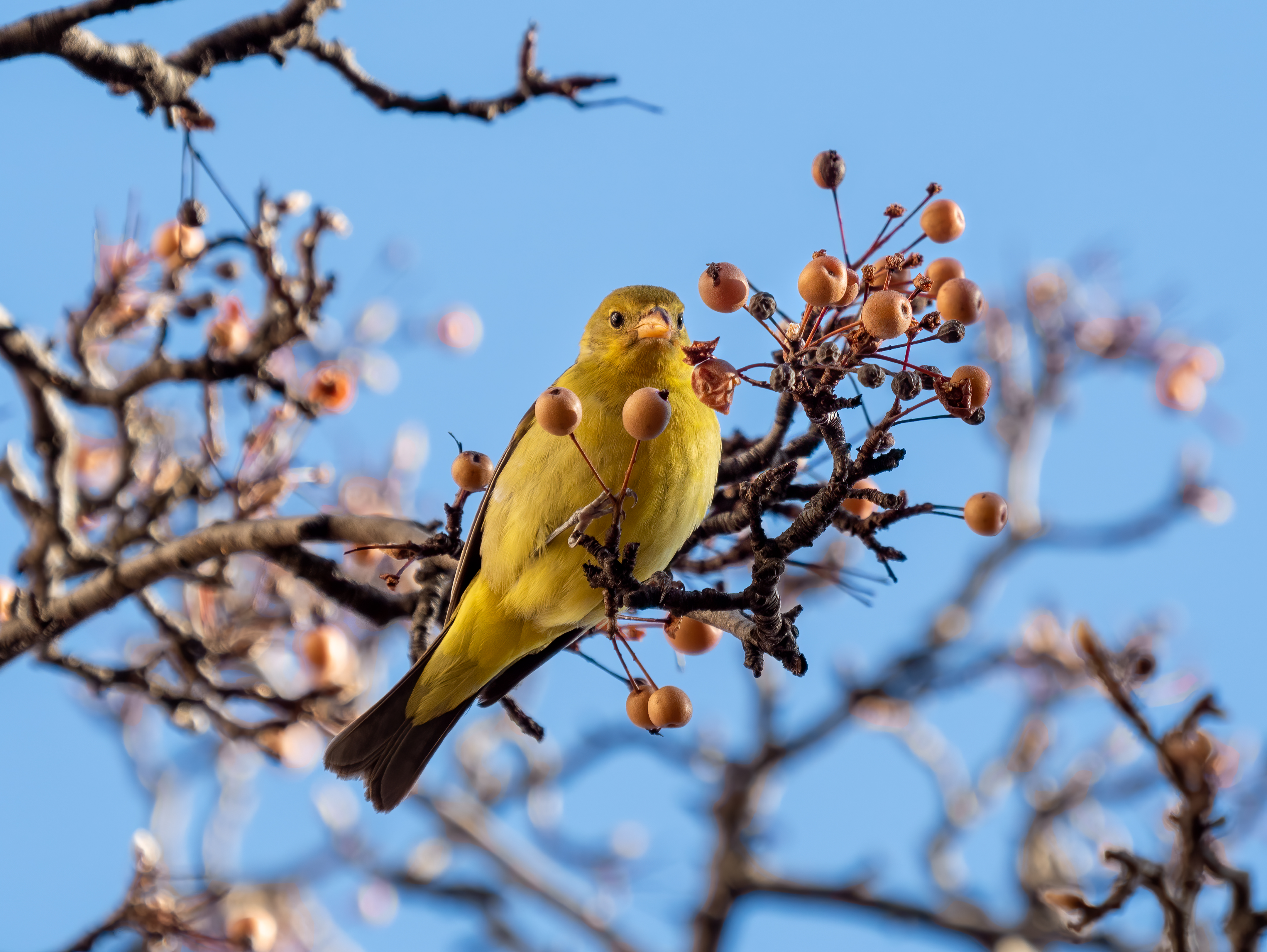
Piranga à tête rouge aperçu à New York, c'est-à-dire en dehors de aire de répartition habituelle. Décembre 2020